# 紫霞三路站
紫霞三路站位于中华人民共和国陕西省西安市灞桥区连霍高速与仁斜路交叉点东侧，是西安地铁9号线的一座车站，于2020年12月28日随9号线同步开通运营。截至2024年，本站与东侧的紫霞三路西端仍有大约700米的直线距离。

## 车站结构
本站为地下二层岛式站台车站。
- 站台（2023年7月）

| 地面            | 出入口                  | B、D出入口                                     |
| 地下一层 站厅层 | 站厅                    | 客务中心、自动售票机、进出站闸机、长安通自助机 |
| 地下二层 站台层 |                         | 9号线往纺织城（洪庆）                          |
| 地下二层 站台层 | 岛式站台，左侧开门      |                                                |
| 地下二层 站台层 | 9号线往秦陵西（凤凰池） |                                                |

## 出入口
本站共有2个出入口。
|      |                                      |      |
| 编号 | 指引                                 | 图片 |
| B    | 仁斜路（南）、西临快速干道、邵平店村 |      |
| D    | 仁斜路（北）、卞家村                 |      |

## 接驳公交

### 西侧东行，近B出口/东侧西行，近D出口
| 紫霞三路地铁站 | 紫霞三路地铁站 | 紫霞三路地铁站 | 紫霞三路地铁站 | 紫霞三路地铁站   |
| 编号           | 路线           | 路线           | 路线           | 备注             |
| -------------- | -------------- | -------------- | -------------- | ---------------- |
| 243            | 西核所         | ⇆              | 火车站北       | 原 213（第一代） |